# 伊德里薩·薩努
伊德里薩·薩努（英語：Idrissa Sanou，1977年6月12日—）是布吉納法索著名男子田徑運動員，曾代表布吉納法索參加2000、2004、2008年夏季奧林匹克運動會田徑100公尺項目，並多次在非洲田徑錦標賽奪得佳績和獎牌。

## 外部連結
- 伊德里薩·薩努在国际奥林匹克委员会的资料
- 伊德里薩·薩努在的頁面